# Jean Macnamara
Pour les articles homonymes, voir McNamara.
Annie Jean Macnamara, née le 1er avril 1899 et morte le 13 octobre 1968, est une médecin et scientifique australienne, surtout connue pour ses contributions à la santé et au bien-être des enfants. Elle a été honorée en tant que Dame Commandeur de l'Ordre de l'Empire britannique en 1935.

## Biographie
Annie Jean Macnamara est née le 1er avril 1899 de John et Annie Macnamara à Beechworth (Victoria). Sa famille déménage à Melbourne quand elle a sept ans et elle fréquente la Spring Road State School. Elle reçoit une bourse pour étudier au Presbyterian Ladies' College. Elle entre à l'Université de Melbourne à 17 ans et obtient son diplôme M.B. et B.S. en 1922. Parmi les autres Australiens notables qui ont également obtenu leur diplôme dans sa classe figuraient Kate Isabel Campbell (en), Lucy Meredith Bryce, Jean Littlejohn (en) et Frank Macfarlane Burnet.

## Carrière
Après avoir obtenu son diplôme, elle devient médecin résident au Royal Melbourne Hospital (en). En 1923, Macnamara devient médecin résident au Royal Children's Hospital (en) de Melbourne. Les autorités hospitalières sont d'abord réticentes à l'embaucher au motif qu'il n'y avait pas de toilettes pour les femmes médecins. Pendant son séjour à l'hôpital pour enfants, il y a une épidémie de poliomyélite. Burnet et elle démontrent qu'il y a plusieurs souches du virus, un fait qui sera important dans le développement ultérieur du vaccin Salk. Entre 1925 et 1931, elle est consultante et médecin responsable auprès du Poliomyelitis Committee of Victoria, et entre 1930 et 1931, conseillère honoraire sur la poliomyélite auprès des autorités officielles de la Nouvelle-Galles du Sud, de l'Australie-Méridionale et de la Tasmanie.
En 1931, elle reçoit une bourse Rockefeller pour se rendre en Angleterre et aux États-Unis pour étudier l'orthopédie. À son retour en Australie en 1934, elle épouse le dermatologue Joseph Ivan Connor et ils ont deux filles, Joan et Merran. Elle mène un travail orthopédique couronné de succès, et pour cette contribution est nommée Dame commandeur de l'Empire britannique (D.B.E.) en 1935. Bien qu'elle soit considérée comme la principale autorité australienne en matière de traitement de la poliomyélite, elle continue à recommander l'utilisation de sérum de convalescence et d'attelles pour immobiliser les membres longtemps après l'abandon de ces traitements en Amérique,.
Dans les années 1930, elle encourage le gouvernement australien à tester le virus myxoma pour lutter contre la prolifération des lapins. Bien que les essais aient d'abord échoué, elle fait pression pour qu'ils se poursuivent, et lorsque le virus devient épizootique en 1951, sa propagation parmi les lapins sauvages en tue des millions.

## Mort et hommage
Macnamara meurt à l'âge de 69 ans d'une maladie cardiovasculaire en 1968.
Sept autres scientifiques médicaux australiens sont commémorés lors de l'émission d'un ensemble de quatre timbres australiens en 1995. Elle apparaît sur le timbre de 45 cents avec un autre diplômé de l'Université de Melbourne, Frank Macfarlane Burnet.
En 2018, la Commission électorale australienne renomme la Circonscription de Melbourne Ports en Macnamara en son honneur.
Une banlieue de Canberra est nommée Macnamara (en Territoire de la capitale australienne), en mémoire de Jean Macnamara. Macnamara Place, dans la banlieue de Canberra à Chisholm, est également nommée en son honneur.
Le 1er avril 2020, Google honore son 121e anniversaire avec un Google Doodle,.

## Prix et distinctions
- 1935 : Dame Commandeur de l'Ordre de l'Empire britannique
- 2001 : Victorian Honour Roll of Women (en)[17]